# Ursula Kemp
Pour les articles homonymes, voir Kemp.
Ursula Kemp ou Ursley Kempe (parfois Grey) est une guérisseuse et sage-femme anglaise pendue pour sorcellerie en 1582, au motif qu'elle aurait utilisé des génies familiers pour rendre malades ou tuer des voisins.

## Biographie
Ursula Kemp est née vers 1525 à St Osyth, Essex, en Angleterre. Réputée dans la région pour ses dons allégués de guérisseuse, elle est fréquemment consultée par ses voisins pour guérir toutes sortes d'affections ou de maladies. 
Vers la fin de sa vie, elle est accusée d'avoir intentionnellement utilisé ses savoirs pour provoquer des maladies et causer la mort d'une certaine Edna Strattonoqul et de deux enfants, Joan Thurlow et Elizabeth Letherdaleale. Son procès en sorcellerie se tient à Chelmsford en février 1582, et plusieurs de ses voisins y témoignent contre elle et contre son amie Alice Newman devant le juge Brian Darcy.  

### Témoignages
Sa voisine et ancienne amie Grace Thurlow affirme avoir demandé l'aide d'Ursula Kemp pour soigner son fils Davy malade, qui se rétablit. Quelque temps plus tard, Grace Thurlow et Ursula Kemp ont une dispute à propos des soins à apporter au bébé de Grace, Joan ; mais à l'âge de quelques mois celle-ci tombe de son berceau et meurt d'une fracture du cou,. Dans les mois qui suivent, Grace Thurlow se met à boiter et demande à nouveau l'aide d'Ursula Kemp, qui accepte de la guérir pour la somme de 12 pence. Mais malgré l'amélioration de son état Thurlow refuse de régler la guérisseuse, arguant qu'elle n'en a pas les moyens. Une dispute s'ensuit, au cours de laquelle Ursula menace de se venger. Le témoignage de Thurlow pointe que depuis cet incident son fils et elle ont tous deux rechuté. Elle l'accuse également d'être la cause de la mort de sa fille Joan,.
Alice Letherdale témoigne quant à elle avoir refusé de lui donner une certaine quantité de "sable à récurrer" (un nettoyant abrasif) que la sage-femme lui demandait, au motif qu'elle « savait qu'Ursula Kemp était une bête mauvaise » (naughty beast). Peu après, sa fille Elizabeth aurait croisé Ursula, qui lui aurait « murmuré » quelque chose. Quand Elizabeth tombe malade et meurt, Alice Letherdale accuse la guérisseuse de lui avoir jeté un sort mortel.
Thomas, le fils de huit ans d'Ursula, témoigne que sa mère possède quatre génies familiers, qu'il décrit comme un chat gris nommé Tyffin, un agneau appelé Tyttey, un crapaud noir qui répond (ou pas...) au nom de Pygine et un chat noir nommé Jacke. Il prétend avoir vu sa mère leur donner de la bière et des gâteaux, et les avoir laissé sucer le sang de son corps. Il affirme que sa mère a donné à Alice Newman un pot de terre cuite dont il pense qu'il contient les génies familiers. Puis que quelques jours plus tard, Alice Newman a confié à sa mère qu'elle avait envoyé les esprits tuer un homme de la région et de son épouse.

### Aveux
Le juge Brian Darcy rapporte qu'Ursula Kemp lui a fait des aveux complets en privé. Elle y reconnait que quelque dix ans plus tôt elle a souffert d'une « boiterie dans les os ». La guérisseuse qui la soigne lui affirme qu'elle a été ensorcelée, et qu'elle doit conjurer le sort par elle-même ("unwitch herself") ; elle lui recommande un rituel avec des excréments de cochon, du cerfeuil, de la sauge et du millepertuis perforé. Le traitement est efficace. Ursula avoue qu'ensuite elle a aidé et guérit deux femmes de ses connaissances qui lui ont demandé son aide pour guérir leur boiterie. Depuis lors, elle rend ce genre de services à ses voisins.  
Elle reconnait l'existence des quatre génies mentionnés par son fils : deux sont des esprits masculins, qui de leur vivant ont assassiné ; les autres sont des femmes, damnées avoir rendu des personnes malades et pour avoir détruit du bétail.
Ursula confesse également avoir envoyé ses génies rendre boiteuse Grace Thurlow et tuer Joan Thurlow, Elizabeth Letherdale et sa propre belle-sœur. Elle dénonce douze autres sorcières, dont six seront pendues avec elle en 1582. Plusieurs d'entre elles auraient reconnu librement être des sorcières, tout en sachant que le châtiment serait la mort.

### Exécution
Ursula Kemp est pendue à Chelmsford en 1582. 
En 1921, deux squelettes de femmes sont retrouvés dans le sol d'un jardin de Saint Osyth, dont l'un est attribué à Ursula. Les « squelettes des sorcières » deviennent une attraction touristique locale payante,. En 2007, l'historienne Alison Rowlands indique que les squelettes pourraient être ceux de n'importe lesquelles des dix femmes qui ont été exécutées pour sorcellerie aux XVIe et XVIIe siècles. Une récente datation médico-légale suggère que les os ne peuvent lui être contemporains.

### Source
- (en) Cet article est partiellement ou en totalité issu de l’article de Wikipédia en anglais intitulé « Ursula Kemp » (voir la liste des auteurs).